# 砕氷船一覧
砕氷船一覧（さいひょうせんいちらん）を示す。各国の砕氷船・砕氷艦の国別一覧。

## アルゼンチン
アルゼンチン海軍
- アルミランテ・イリサール(ARA Almirante Irízar Q5)
- ヘネラル・サン・マルティン(ARA General San Martín Q-4)
- (ARA Bahía Paraíso B-1)

## オーストラリア
オーストラリア南極局
- オーロラ・オーストラリス(Aurora Australis)
- ヌイーナ(Nuyina)

## カナダ

### カナダ沿岸警備隊

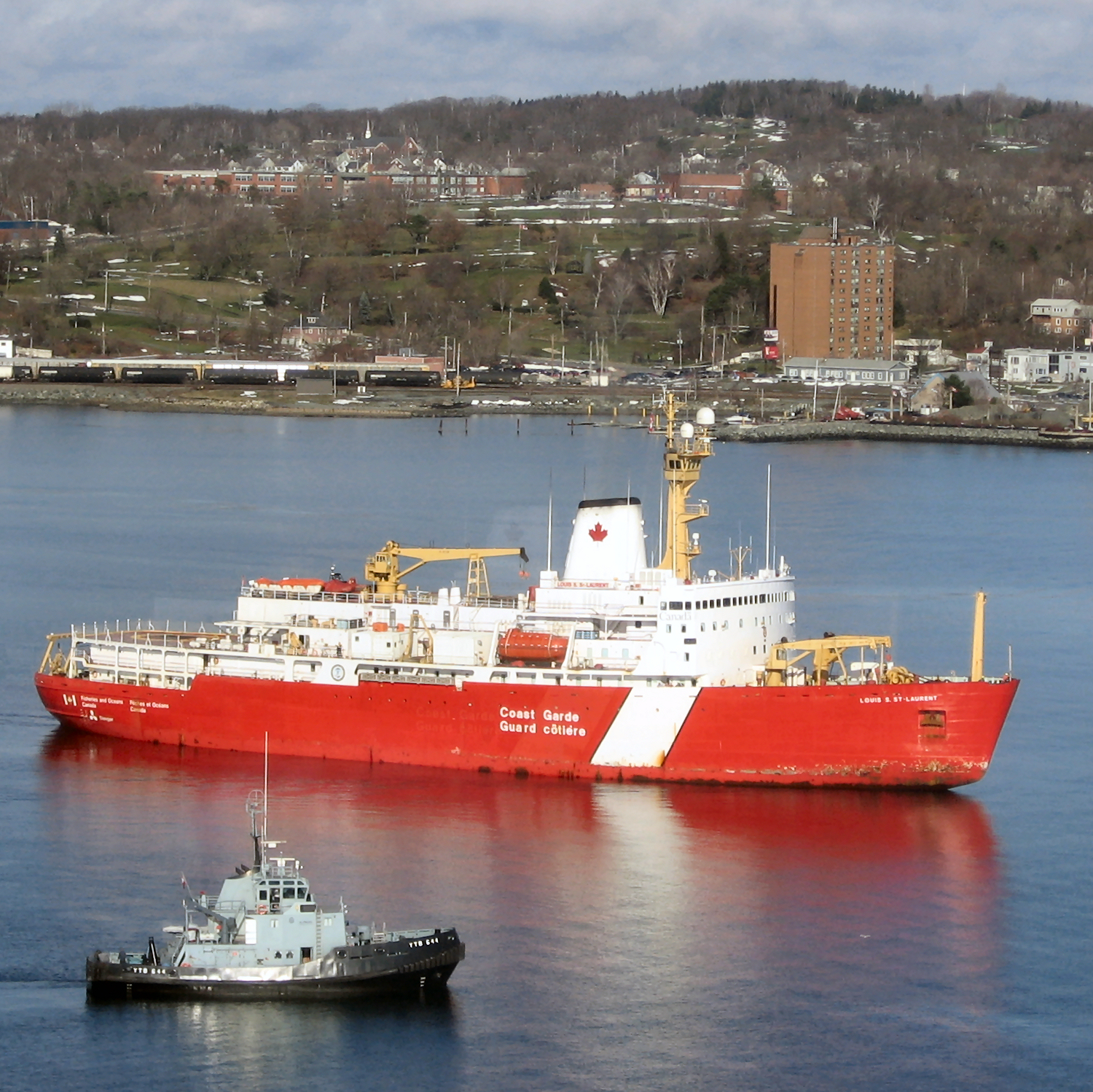
CCGSルイ・S・サンローラン（ハリファックスにて）

重砕氷船(Heavy Icebreaker)
- ルイ・S・サンローラン(CCGS Louis S. St-Laurent)
- テリー・フォックス(CCGS Terry Fox)
- ジョン・A・マクドナルド(CCGS John A. Macdonald)（1991年退役）
- ディベルビル(CCGS D'Iberville)（退役）
- N・B・マクリーン(CCGS N.B. McLean)（退役）

砕氷船(Icebreaker)
- アレクサンダー・ヘンリー(CCGS Alexander Henry)（退役）
- アムンゼン (CCGS Amundsen) (旧 サー・ジョンフランクリン CCGS Sir John Franklin)
- グロゼイユ(CCGS Des Groseilliers)
- ヘンリー・ラーセン(CCGS Henry Larsen)
- ラブラドール(CCGS Labrador)（退役）
- ピエリー・ラディソン(CCGS Pierre Radisson)
- アーネスト・ラポインテ(CCGS Ernest Lapointe)（退役）
- ミクラ(CGS Mikula)（退役）
- ノーザン・ライト(CGS Northern Light)（退役）
- CCGS Saurel（退役）
- Robert Lemeur（退役）

軽砕氷船(Light Icebreaker)
- サミュエル・リズレー (CCGS Samuel Risley)
- アン・ハーヴェイ(CCGS Ann Harvey)
- コーンウォリス(CCGS Edward Cornwallis)
- CCGS George R. Pearkes
- グリフォン(CCGS Griffon)
- CCGS J.E. Bernier（退役）
- マーサ・L・ブラック(CCGS Martha L. Black)
- サー・ウィルフレッド・ロリエ(CCGS Sir Wilfrid Laurier)
- サー・ウイリアム・アレクサンダー(CCGS Sir William Alexander)
- アールグレイ(CCGS Earl Grey)
- バートレット(CCGS Bartlett)（退役）
- プロヴォ・ウォーリス(CCGS Provo Wallis)
- CCGS Simcoe (1962年建造)
- トレイシー(CCGS Tracy)
- シグナス(CCGS Cygnus)
- (CCGS Leonard J. Cowley)
- サー・ウィルフレッド・グレンフェル (CCGS Sir Wilfred Grenfell)

### オンタリオ発電会社
- ナイアガラ・クイーン2世（Niagara Queen II）

### フェドナブ・グループ
- アークティック(MV Arctic)

### ヴェイル・カナダ社
- ウミアック1世（Umiak I）：ヴォイジー湾ニッケル鉱山

### トロント消防局
- ウィリアム・ライアン・マッケンジー(William Lyon Mackenzie)：消防船

### その他
- アークティック・カルヴィク(Arctic Kalvik)
- ポーラースター(MV Polar Star)

## 中華人民共和国
- 雪竜（雪龍 / 雪龙、MV Xue Long）1号および2号[1]

## チリ
- Achiles
- Contraalmirante Oscar Viel Toro

## デンマーク

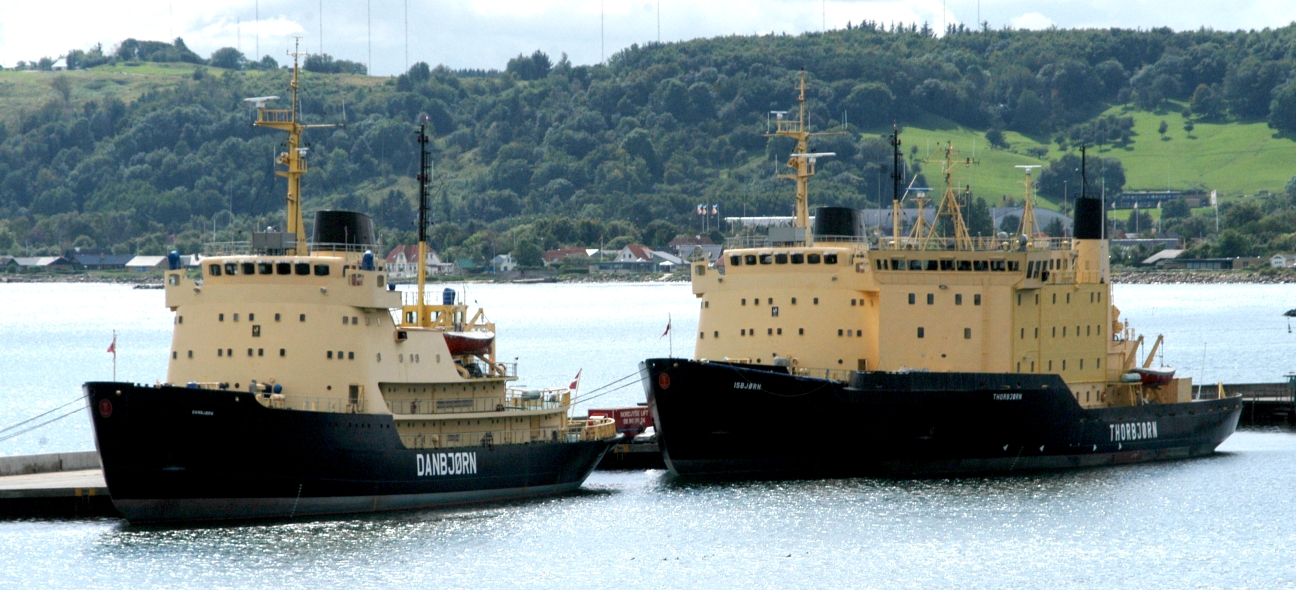
Danbjørn, Isbjørn and Thorbjørn (フレゼリクスハウンにて)

- DMS Gunnar Thorson
- A551 Danbjørn
- A552 Isbjørn
- A553 Thorbjørn

## エストニア

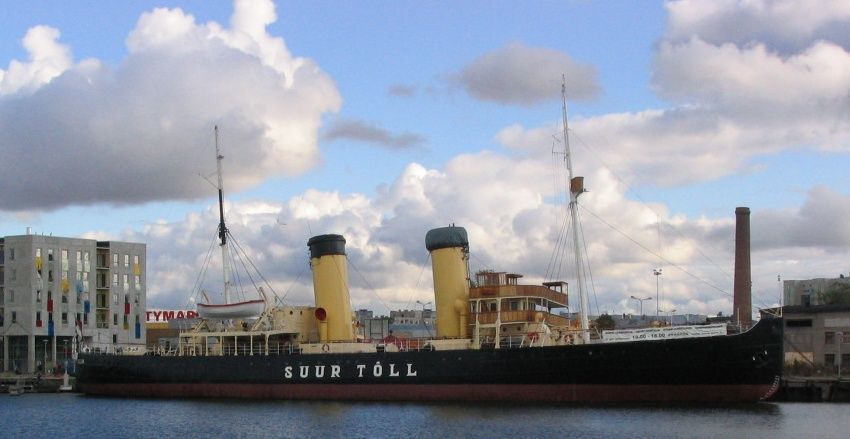
Suur Tõll

- Suur Tõll[2]

## フィンランド

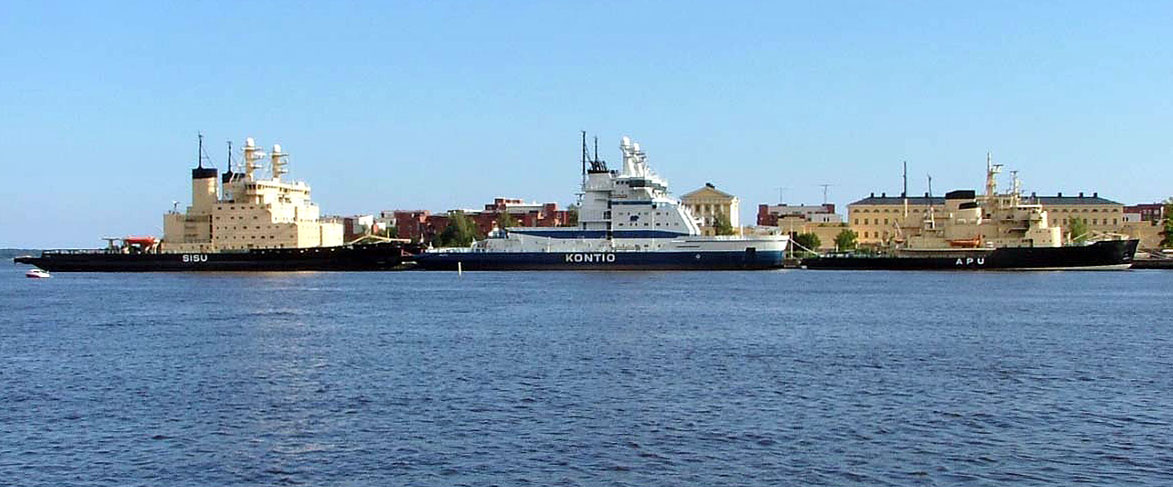
フィンランドの砕氷船

### フィンランド海事局
- MS Fennica
- MS Nordica
- MS Botnica
- MS Kontio
- MS Otso
- MS Urho
- MS Sisu
- MS Voima

### フィンランド海事博物館
- MS Tarmo

### 商用
- MVサンポ(MV Sampo)
- MTテンペラ(MT Tempera)
- MTマステラ(MT Mastera)

## フランス
- アストロラーベ(Astrolabe)

## ドイツ
ドイツ海軍
- アイスフォーゲル級砕氷艦（A1401）&（A1402）

その他
- ポーラーシュテルン(Polarstern)
- シュチェチン(Stettin)

## 国際組織
- ヨーロッパ砕氷調査船共同体(European Research Icebreaker Consortium : ERICON)
  - オーロラ・ボレアリス(Aurora Borealis)
- グリーンピース
  - アークティック・サンライズ(MV Arctic Sunrise)

## 日本
海上自衛隊
- しらせ・2代目
- 初代しらせ（退役）
- ふじ（退役）

海上保安庁
- 宗谷（退役）
- そうや
- てしお

日本海軍
- 大泊（退役）
- 恵山（計画のみ）

日本陸軍
- 伸洋丸（退役）

商用
- 亜庭丸（退役）
- 宗谷丸（退役）
- 千歳丸（退役）
- 高島丸（戦没）
- 白陽丸（戦没）

観光
- ガリンコ号

## 大韓民国
- アラオン（2009年就役）

## ノルウェー
ノルウェー沿岸警備隊
- スヴァールバル(KV Svalbard)

## ロシア
原子力砕氷船
- 外洋砕氷船
  - レーニン(NS Lenin)（退役）
  - アークティカ(NS Arktika)
  - シビル(NS Sibir)
  - ロシア(NS Rossiya)

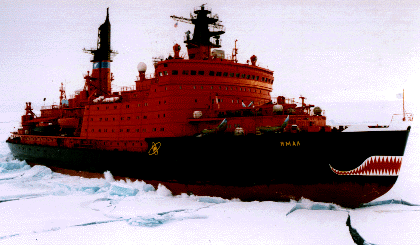
Russian nuclear icebreaker Yamal

  - ソビエツキー・ソユーズ(NS Sovjetskij Sojuz)
  - ヤマル(NS Yamal)
  - 戦勝50周年記念(NS 50 Let Pobedy) 旧名ウラル
- 河川砕氷船
  - タイミール(NS Taimyr)
  - バイガチ(NS Vaigach)

通常動力砕氷船
- ディクソン(Dikson)
- カピタン・ドラニツィン(Kapitan Dranitsyn)
- ウラジミール・イグナチュク(Vladimir Ignatyuk)
- カピタン・クレブニコフ(Kapitan Khlebnikov)
- クラシン(Krasin)
- セイント・アレクサンドル・ネフスキー(Saint Alexander Nevsky)
- タラギ(Talagi) 旧カナダ船
- イェルマーク(Yermak)
- マガダン(Magadan)
- サハリン(Sakhalin)
- アカデミック・ヒョードロフ(Akademik Fyodorov)
- イワン・スサーニン級砕氷艦（哨戒艇 8隻）

## 南アフリカ
- アガラス(SA Agulhas)

## スペイン
- ヘスペリス(BIO Hesperides)

## スウェーデン

### スウェーデン海事局

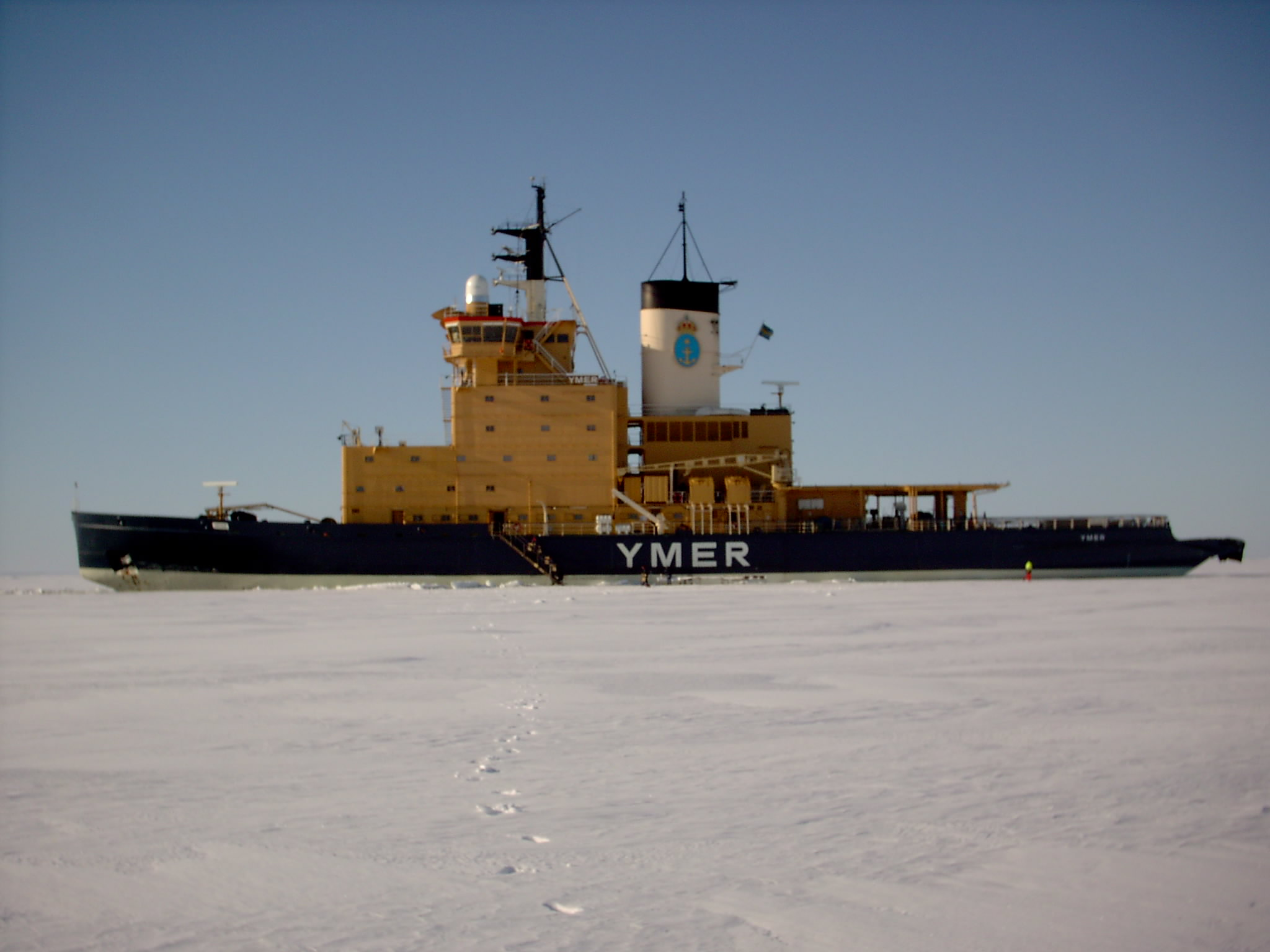
Swedish icebreaker Ymer

- Atle I
- Ymer I
- Thule
- Oden I
- Tor
- Njord
- Ale
- Atle II
- Frej
- Ymer II
- オーデンII(Oden II)

商用
- Tor Viking
- Vidar Viking
- Balder Viking

## イギリス

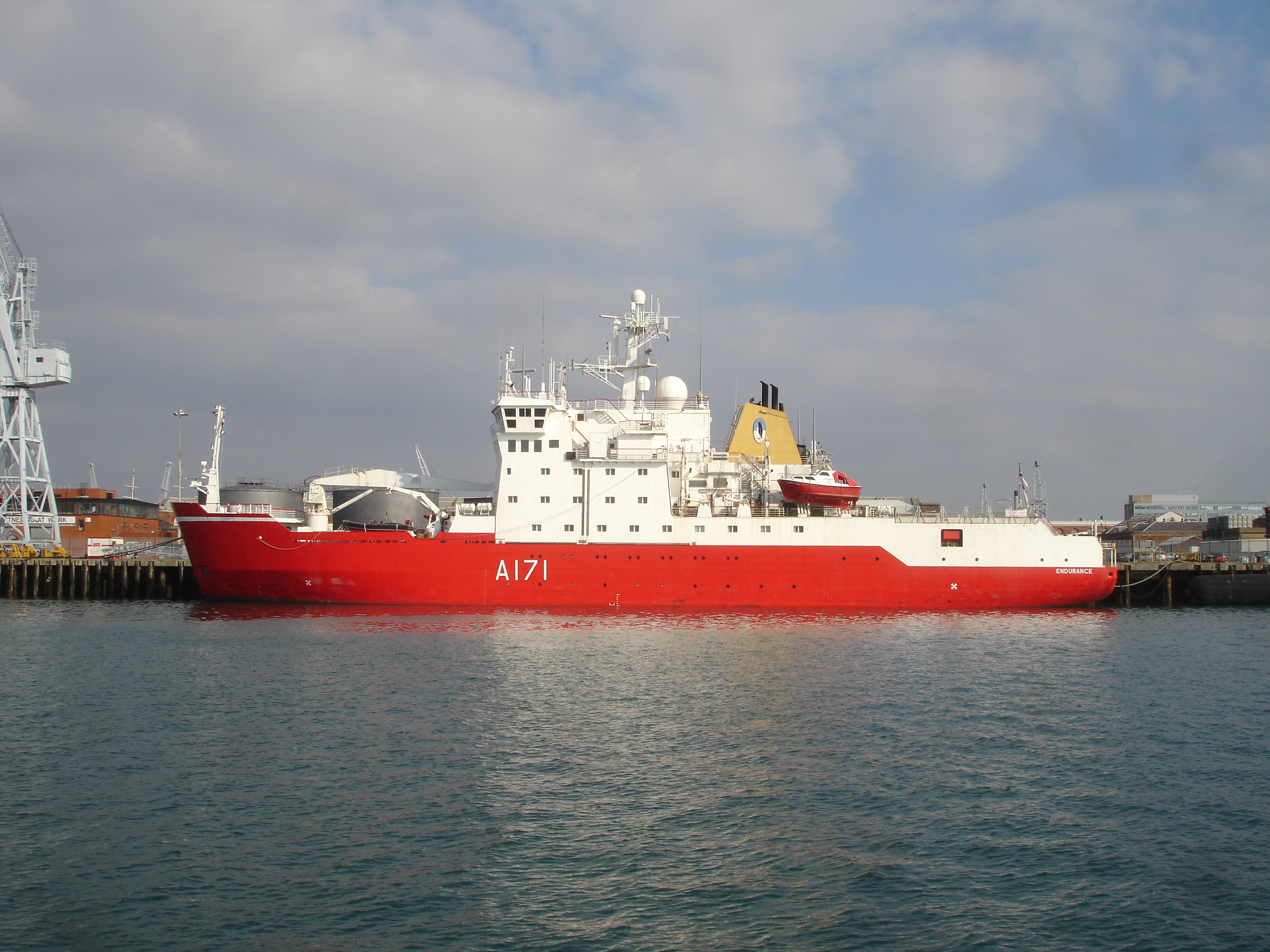
HMS Endurance in Portsmouth

- エンデュアランス(HMS Endurance A171)
- アーネスト・シャクルトン(RRS Ernest Shackleton)
- ジェイムズ・クラーク・ロス(RRS James Clark Ross)

## アメリカ合衆国

### アメリカ国立科学財団
- ローレンス・M・グールド[3]
- ナサニエル・B・パルマー[4]

### ニューヨーク州電力公社
- ウイリアム・H・レイサム(William H. Latham)

### アメリカ沿岸警備隊
重砕氷船(Heavy Icebreaker)
- ヒーリー(USCGC Healy WAGB-20)（2000年就役）
- ポーラースター(USCGC Polar Star WAGB-10)（1976年就役2006年以降予備役）
- ポーラーシー(USCGC Polar Sea WAGB-11)（1978年就役）

砕氷船(Icebreaker)
- マキノー(USCGC Mackinaw WAGB-83)（2006年退役）
- マキノー(USCGC Mackinaw WLBB-30)（2006年就役）
- スタテンアイランド(USCGC Staten Island WAGB-278)（1974年退役）
- イーストウインド(USCGC Eastwind WAGB-279)（1967年退役）
- サウスウインド(USCGC Southwind WAGB-280)（1976年退役）
- ウエストウインド(USCGC Westwind WAGB-281)（1988年退役）
- ノースウインド(USCGC Northwind WAGB-282)（1988年退役）
- バートン・アイランド(USCGC Burton Island WAGB-283)（1978年退役）
- エディスト(USCGC Edisto WAGB-284)（1980年解体）
- グレーサー(USCGC Glacier WAGB-4)（退役）